# Mouans-Sartoux

Mouans-Sartoux este o comună în departamentul Alpes-Maritimes din sud-estul Franței. În 1 ianuarie 2022 avea o populație de 10.847 de locuitori.